# Ron Perkins
Ron Perkins (Saint Louis, 29 marzo 1961) è un attore statunitense.

## Filmografia

### Cinema
- Amore senza fine (Endless Love), regia di Franco Zeffirelli (1981)
- Il principe della città (Prince of the City), regia di Sidney Lumet (1981)
- In campeggio a Beverly Hills (Troop Beverly Hills), regia di Jeff Kanew (1989)
- Spie allo specchio (1990)
- L'oro dei Blake (1991)
- Il segreto (1992)
- Una figlia in carriera (1994)
- Vulcano - Los Angeles 1997 (Volcano), regia di Mick Jackson (1997)
- Ronin, regia di John Frankenheimer (1998)
- Triangolo criminale (2000)
- Spider-Man, regia di Sam Raimi (2002)
- The Prestige, regia di Christopher Nolan (2006)
- L'eccezione alla regola (Rules Don't Apply), regia di Warren Beatty (2016)
- Don't Worry (Don't Worry, He Won't Get Far on Foot), regia di Gus Van Sant (2018)
- Girl Power - La rivoluzione comincia a scuola (Moxie), regia di Amy Poehler (2021)
- A proposito dei Ricardo (Being the Ricardos), regia di Aaron Sorkin (2021)

### Televisione
- Avvocati a Los Angeles - serie TV, un episodio (1988)
- Balki e Larry - Due perfetti americani - serie TV, un episodio (1989)
- Pappa e ciccia - serie TV, 7 episodi (1988-1989)
- Willy, il principe di Bel-Air - serie TV, un episodio (1990)
- Il segreto (1992) - film TV
- Sposati con figli - serie TV, un episodio (1993)
- Un detective in corsia (Diagnosis: Murder) - serie TV, un episodio (1997)
- La tempesta del secolo (Storm of the Century), regia di Craig R. Baxley - miniserie TV (1999)
- Lansky - Un cervello al servizio della mafia (Lansky), regia di John McNaughton – film TV (1999)
- L'incendiaria (Firestarter 2: Rekindled) - miniserie TV (2002)
- New York Police Department - serie TV, un episodio (2002)
- CSI - Scena del crimine (CSI: Crime Scene Investigation) - serie TV, un episodio (2004)
- E.R. - Medici in prima linea (ER) - serie TV, un episodio (2004)
- Dr. House - Medical Division - serie TV, 9 episodi (2005-2011)
- Heroes - serie TV, 4 episodi (2008)
- Grey's Anatomy – serie TV, episodio 7x05 (2010)
- Game Change, regia di Jay Roach - film TV (2012)
- Modern Family - setie TV, episodio 10x03 (2018)

## Doppiatori italiani
Nelle versioni in italiano delle opere in cui ha recitato, Ron Perkins è stato doppiato da:
- Carlo Reali in Lansky - Un cervello al servizio della mafia, Grey's Anatomy, L'eccezione alla regola, A proposito dei Ricardo
- Toni Orlandi in CSI - Scena del crimine, Girl Power - La rivoluzione comincia a scuola
- Oliviero Dinelli in Dr. House - Medical Division (st. 6-8), The Mentalist
- Giorgio Lopez in Spider-Man
- Antonio Paiola ne L'incendiaria
- Roberto Stocchi in Carnivàle
- Pierluigi Astore in E.R. - Medici in prima linea
- Sandro Sardone in Dr. House - Medical Division (ep. 1x14, 1x18)
- Massimo Milazzo in Dr. House - Medical Division (ep. 2x14)
- Massimo Gentile in Dr. House - Medical Division (ep. 3x13)
- Luciano De Ambrosis in Mad Men
- Paolo Lombardi in Criminal Minds: Suspect Behavior
- Vladimiro Conti in Game Change
- Domenico Crescentini in Private Practice
- Cesare Rasini in Scandal
- Stefano De Sando in Code Black
- Pieraldo Ferrante in Modern Family (ep. 9x08)
- Mauro Magliozzi in Modern Family (ep. 10x03)
- Mario Scarabelli in Lansky - Un cervello al servizio della mafia (ridoppiaggio)